# Петах-Тіква
Петах-Тіква́ (івр. פֶּתַח תִּקְוָה) — місто в Ізраїлі на півдні рівнини Шарон, північно-східне передмістя Тель-Авіва. Це досить старе єврейське поселення, засноване 1878 року; його назва перекладається як «брами надії».

## Населення
- Населення міста (на 2010 рік) — 211,800 осіб, зростаюче щорічним відсотком у 2,6 %.
- Густота населення міста — 4 600 осіб на 1 км².
- Особливість міста у тому, що емігрантів із України «на душу населення» тут найбільше. Їхніми руками посеред пісків збудовані сучасні житлові квартали з усім необхідним для цивілізованого життя.[1]

## Площа
Площа юрисдикції міста — 39 000 дунамів (39 км²).

## Історія
Петах-Тіква була заснована євреями — вихідцями з Білорусі в 1878 році, а точніше релігійними піонерами з Єрусалима провадженими Єгошуєю Стампфером, Йоелем-Моше Саломоном, Зерахом Барнеттом і Давидом Ґуттманном а також литовським рабином Ар'є Лейб Фрумкіним. Це було перше сучасне єврейське сільсько-господарське поселення в Османській Палестині, що виросло в один з найбільш густозаселених урбаністичних центрів в Ізраїлі.
Первинно маючи намір заснувати нове поселення в долині Ахор, поблизу Єрихону, піонери купили землю в тій околиці. Вони вибрали ім'я для свого поселення з біблійного пророцтва Йосії (2:15). Проте, турецький султан анулював покупку і заборонив їм селитися там, але вони зберегли назву Петах-Тіква як символ їхніх прагнень. Не розчаровуючись, поселенці купили скромний терен (3,4 км²) біля селища Мулаббіс (Млаббес, Ум-Лаббес) поблизу витоку річки Яркон. Султан дав дозвіл на розвиток терену, але оскільки куплений терен був розташованим на землі, яка була малярійним болотом, вони мусили евакуюватися під час спалаху малярії і заснували містечко Єгуд поблизу арабського селища Єгудійя, за 20 км на південь. З фінансовою допомогою Барона Едмонда де Ротшильда поселенцям вдалося достатньо осушити болота аби переправитися назад в 1883 році. Тоді до них приєдналися іммігранти Першої Алії (єврейської хвилі імміграції в Палестину), а пізніше Другої Алії.
Перша середня школа у Петах-Тіква була заснована між 1925 та 1929 роками Шаломом Штрейтом та Барухом Ґордоном. Школу назвали на честь видатного письменника українського походження Ушера Ґінцберґа, відомого під псевдонімом Ахад га-Ам, і Штрейт був її першим директором.

## Промисловість
Петах-Тіква має другий найбільший промисловий сектор в Ізраїлі (після Хайфи), поділений на три промислові зони — Кір'ят-Ар'є, Кір'ят-Маталон і Сеґула. Промисловість міста охоплює — текстилі, металообробку, деревообробку, пластики, обробка харчів, шин та інших гумових виробів, мило.
Тут розташовані локальні офіси світових високотехнологічних корпорацій: Oracle Corporation, Kodak, IBM, Intel, SanDisk, ECI Telecom і GlaxoSmithKline, а також компанії Штраус найбільшого виробника продуктів харчування в Ізраїлі.
Головна фабрика фірми Осем по обробці харчів була збудована в Петах-Тікві 1976 року. На окраїнах міста є великі плантації цитрусових.

## Спорт
Петах-Тіква має досить сильні футбольні команди — «Маккабі» та «Хапоель».